# Yattodetaman
《Yattodetaman》（ヤットデタマン，Firebird）是《タイムボカン》系列第5作在富士电视台富士电视网的1981年2月7日至1982年2月6日至毎週土曜夜6時30分 - 7時00分全52話播放，龙之子制作公司制作的日本电视动画。

## 故事介绍
阿曆和阿渡在私家偵探事務所工作，他们两人1000年後的子孫嘉琳坐时光机到現代。她也是南丹拉王國的公主因为要承繼王位，必須把穿越時空的鳥類朱雀捕獲，所以她到現代找兩位祖先幫忙。